# Hrobařík malý

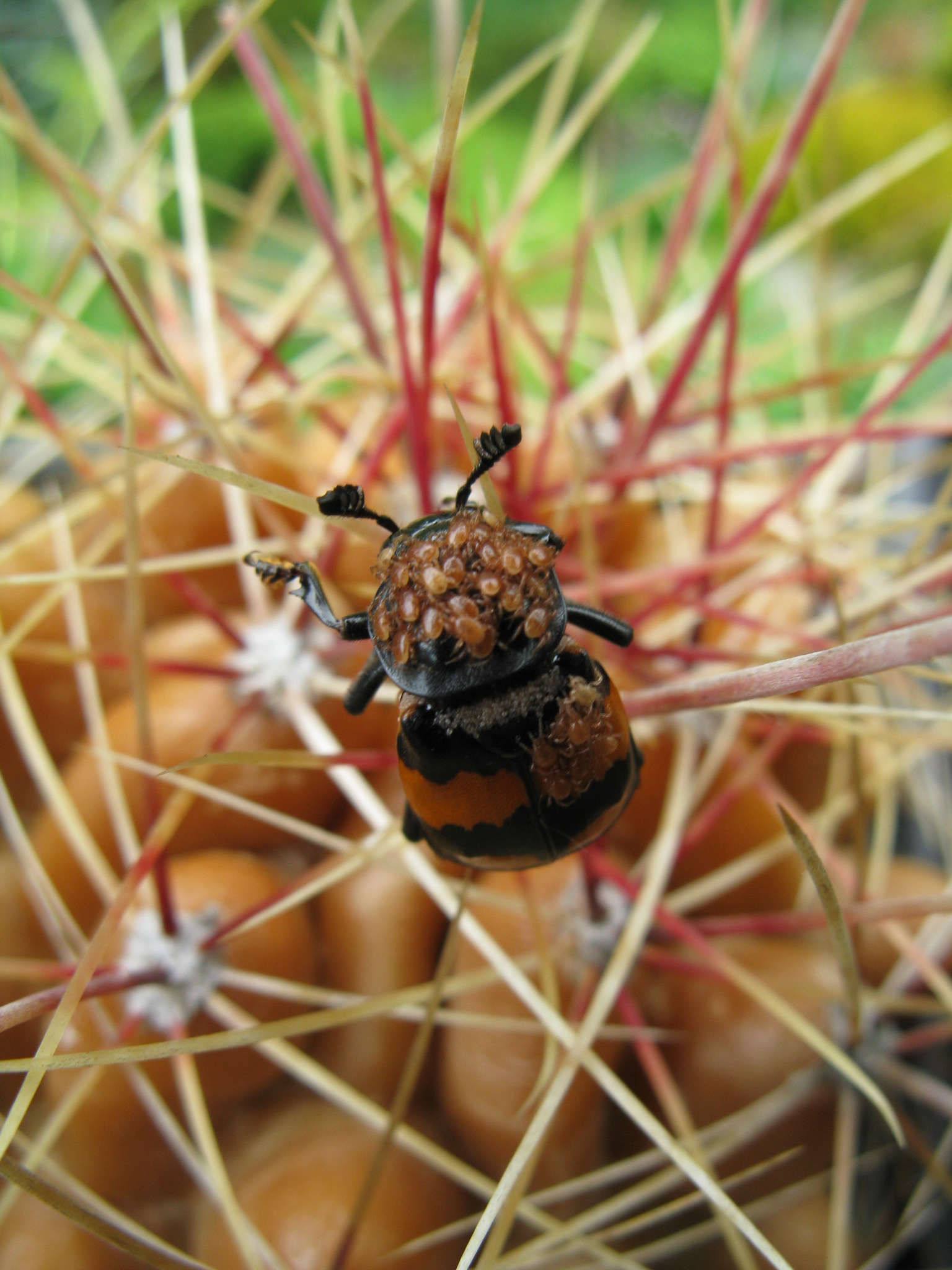
Hrobařík malý, obtěžkaný roztoči

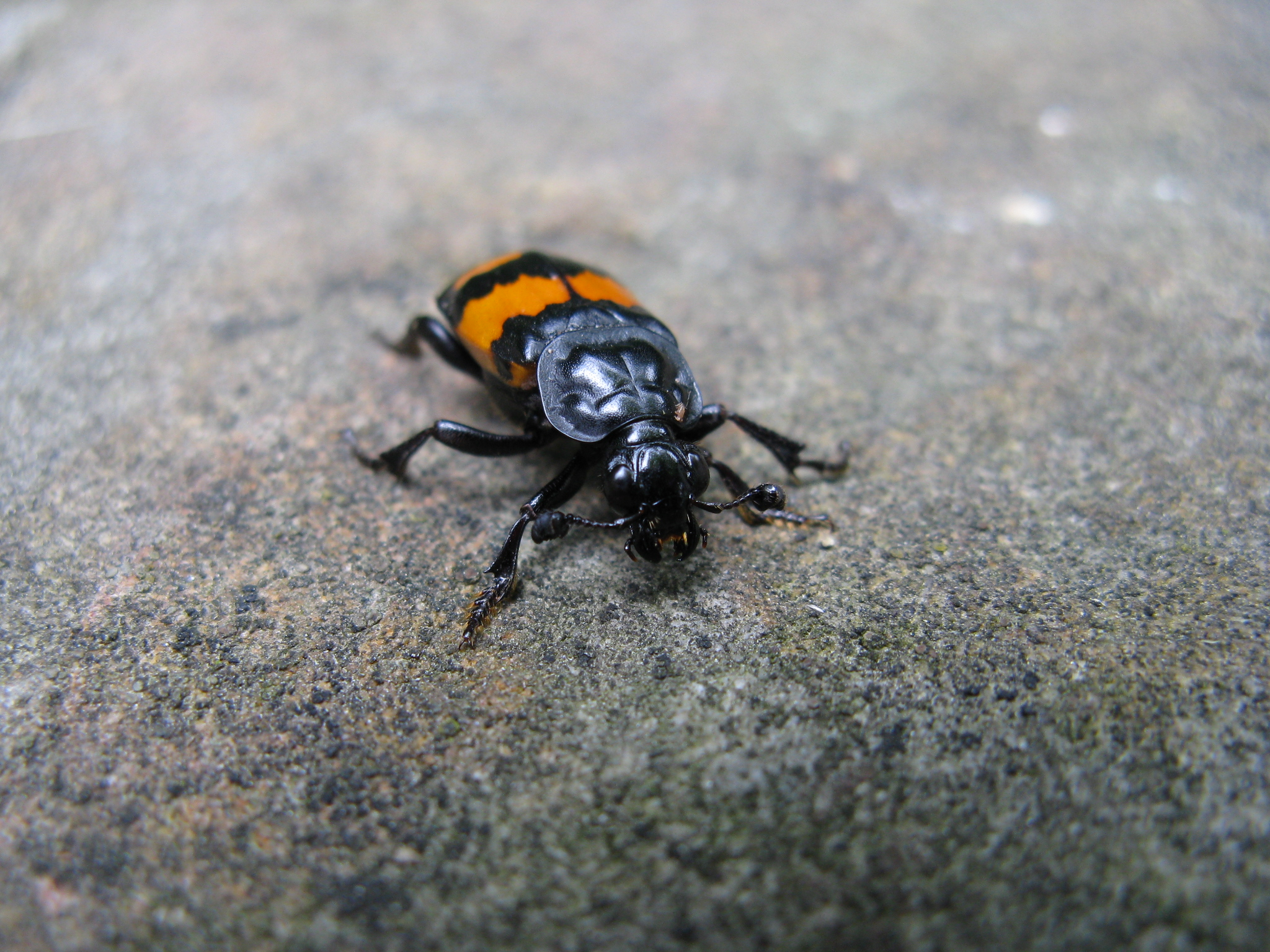
Hrobařík malý, detail hlavy a štítu

Hrobařík malý (Nicrophorus vespilloides) je nevelký brouk z čeledi mrchožroutovitých popsaný v roce 1784 Johannem Friedrichem Wilhelmem Herbstem.

## Synonyma
- Nicrophorus altumi
- Nicrophorus aurora
- Nicrophorus borealis
- Nicrophorus fractus
- Nicrophorus hebes
- Nicrophorus oregonensis
- Nicrophorus pygmaeus
- Nicrophorus subfasciatus
- Nicrophorus subinterruptus
- Nicrophorus sylvaticus

## Popis
Pestrý a vzhledný brouk je dlouhý 12–22 mm, hlava a štít jsou černé, přední okraj štítu však není brvitý na rozdíl od hrobaříka obecného. Na černých zkrácených krovkách je zdobení v podobě dvou příčných oranžových (někdy též žlutočervených) klikatých pruhů. Nohy jsou tlusté, černé a způsobilé k hrabání. Krátká tykadla a tykadlové paličky jsou hlavním sídlem velmi jemného čichu a zásadně černé, čímž se liší od příbuzného hrobaříka obecného (Necrophorus vespillo), který má tykadlové paličky oranžovočervené. Hrobaříci již na velkou vzdálenost ucítí drobnou mršinu (myš, pták, aj.) a slétají se k ní ze širokého okolí. Je-li mršina na sypkém podkladě, dokáží ji úplně podhrabat, takže ve velmi krátké době zmizí pod povrchem.

## Rozmnožování
Probíhá na jaře a v létě, oba partneři se potkávají na mršině. Orientace je čichová, podpořená feromony vylučovanými na mršině samcem. Po mnohonásobné kopulaci s různými partnery zůstává po boji na mršině jediný pár, který ji za několik hodin pohřbí do šikmé půdní krypty. Poté vesměs po páření zůstává u mršiny jen samička. Ostatní brouci mršinu opustí a odletí. Samička pak vyhrabe komůrky – krypty, do kterých naklade vajíčka. Vylíhlé larvy se stěhují k mršině, lákány čichově a zvukem stridulujících imag. Zprvu jsou krmeny samičkou, později žerou do koule upravenou mršinu samy. Samička setrvává s larvami, dokud nejsou samy schopné přijímat potravu (obvykle přibližně do 5 hodin). O nezávadnost zahrabané potravy se také starají draví roztoči z rodu Parasitus (Gamasus), které si na svém těle přenáší téměř každý brouk. Roztoči takto donesení na tělech brouků se dostávají i na zahrabanou mršinu a chrání ji před nežádoucím napadením jiným hmyzem.

## Výskyt
Od dubna do září především na mršinách malých zvířat. Ke kladení vajíček dochází na jaře a v létě. Kuklí se v zemi v okolí krypty. Přezimují vylíhlí brouci (imaga).

## Stanoviště
Převážně zahrady, parky, smíšené lesy. Dává však přednost otevřené krajině. Podobně jako ostatní druhy tohoto rodu má vysoce vyvinutou péči o potomstvo, na které se podílejí obě pohlaví.

## Rozšíření
Palearktická oblast od Evropy přes Rusko až do Asie – Írán, Kazachstán, Kyrgyzstán až po Mongolsko.

## Ochrana
Není zákonem chráněný.